# RAI M500
RAI M500 hay RAI model 500 (Iver Johnson AMAC-300) là một loại súng bắn tỉa công phá sử dụng loại đạn .50 BMG do Hoa Kỳ sản xuất.

## Lịch sử
Trong chiến tranh Việt Nam các xạ thủ bắn tỉa Hoa Kỳ đã sử dụng các khẩu súng sử dụng loại đạn của HMG M2 Browning để chiến đấu như một loại vũ khí tối ưu. Một lượng lớn đã được chế tạo dựa hầu hết theo mẫu súng trường chống tăng PTRD-41 của Liên Xô sử dụng loại đạn 12.7 mm và có gắn thêm ống nhắm.
Năm 1982 trung tâm nghiên cứu Armnament Prototypes tại Hoa Kỳ đã tiến hành tự nghiên cứu tạo ra một mẫu súng trường sử dụng loại đạn 12.7mm. Trong năm 1982 đến 1984 khoảng 100 khẩu đã được chế tạo và trang bị thử nghiệm cho lính thủy đánh bộ và hải quân Hoa Kỳ. Chúng đã được sử dụng bởi các lực lượng đóng tại Beirut trong chiến tranh vùng Vịnh và trong cuộc xâm lược Grenada của Hoa Kỳ.
Trong những năm tiếp theo bản quyền sản xuất đã thuộc về Research Armament Model, Daisy Weapons Systems, Iver Johnson Arms và Redick Arms Development. Vào khoảng năm 2000 Redick Arms và Ramo Defense đã thực sự giành được bản quyền để sản xuất loại vũ khí này. Các công ty này cũng đã phát triển các biến thể của loại súng này có thể sử dụng hộp đạn rời.

## Thiết kế
RAI M500 là loại súng bắn phát một sử dụng thoi nạp đạn xoay nên sau mỗi lần bắn phải nạp đạn lại. Nòng súng được gắn một cách tự do không tiếp xúc với các bộ phận khác của súng ngoại trừ khoang chứa đạn. Nòng súng có rãnh ngoài để tản nhiệt cũng như bộ phận chống giật tích hợp ở đầu nòng súng. Báng súng có thể điều chỉnh chiều dài và chiều cao cho phù hợp với xạ thủ. Nó sử dụng hệ thống nhắm là ống nhắm hay các loại ống nhắm quang học, RAI M500 không có điểm ruồi.